# Elecciones legislativas de Uruguay de 1890
Las elecciones legislativas de 1890 fueron comicios para cambiar varias de las bancas de las cámaras de diputados y senadores en noviembre de ese año en Uruguay.

## Partidos

### Partido Colorado
Ya no contaba con tanta fuerza militarista, pero con el nuevo presidente de la república, Julio Herrera y Obes, se reprimía a los otros partidos. El sector oficialista fue el que salió mejor sorteado.

### Partido Nacional
Se abstuvo ante la falta de garantías de conseguir bancas debido al sistema electoral fraudulento a favor de los colorados y la política intervencionista del gobierno.

### Partido Constitucional
Por la misma razón de los blancos tampoco compareció.